# سفارت کانادا در بخارست
سفارت کانادا در بخارست (به لاتین: Embassy of Canada) یک سفارت در رومانی است که در بخارست واقع شده‌است.